# Вьетнамский язык
Вьетна́мский язы́к (вьет. tiếng Việt, тьенг вьет), реже  (вьет. Việt ngữ, тьы-ном 越語, вьет нгы) — язык современных вьетов. Официальный язык Вьетнама, где является языком межнационального общения и образования. Распространён также в Камбодже, Лаосе, Таиланде, Малайзии, Австралии, Франции, Германии, США, Канаде и др. Общее число говорящих — свыше 75 млн чел. (2005, оценка), в том числе во Вьетнаме — около 72 млн чел. (2005, оценка), в Камбодже — 680 тыс. чел. (2003, оценка), в Австралии — около 175 тыс. чел. (2001, перепись), во Франции — свыше 300 тыс. чел. (2003, оценка), в США — свыше 1,1 млн чел. (2000, перепись), в Канаде — 122 тыс. чел. (2000, перепись), в Германии — около 80 тыс. чел.

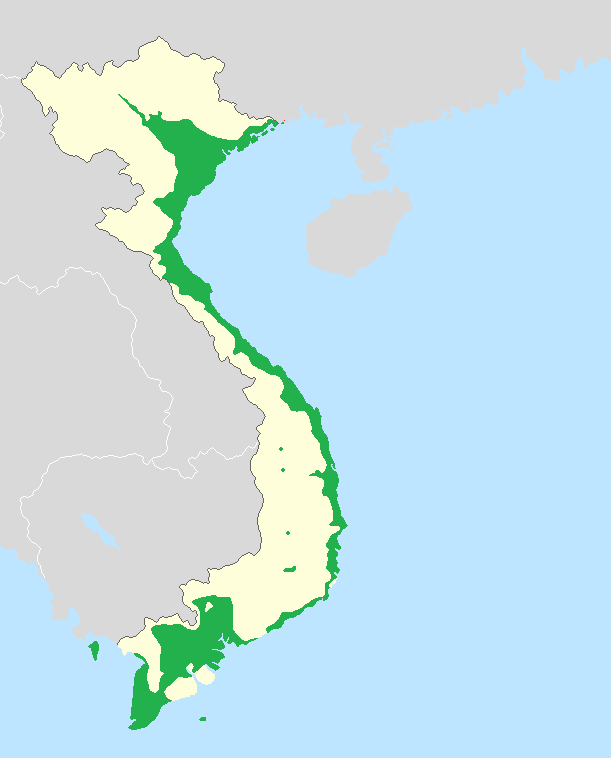
Районы Вьетнама с преобладанием вьетнамского языка

Типологически относится к изолирующим языкам и тоновым языкам. Хотя вьетнамский и относится к австроазиатским языкам, современные языковеды утверждают, что он утратил в ходе своего развития многие черты, изначально присущие протоавстроазиатскому языку — например, он не имел тонов.

## Классификация
Вьетнамский язык принадлежит к северной (вьет-мыонгской) подгруппе вьетской группы языков австроазиатской семьи. Генетически близок к мыонгскому языку, от которого отделился, по данным глоттохронологии, около начала нашей эры.
В прошлом причислялся к сино-тибетским или тайским языкам, однако исследования мыонгского, языков кыой и тьыт показали, что они родственны вьетнамскому и лишь подверглись китаизации в меньшей мере.
Материал языка рукпозволил точно классифицировать вьетнамский язык:
| Вьетнамский | Пако  | Стиенг | Рукский | Перевод |
| ----------- | ----- | ------ | ------- | ------- |
| baj¹        | par   | par    | pər1    | летать  |
| ʈəu²        | —     | mluu   | plu2    | бетель  |
| cɜt³        | kucḛt | cət    | kɯcĭt   | умирать |
| mot4        | mo̰ːj  | muaj   | moc     | один    |
| kuj5        | ʔuːjh | —      | kujh    | хворост |
| muj6        | mo̰h   | muh    | mujh    | нос     |

## История
Вьетнамский язык развился из общего с мыонгским языком бестонового предка, через некоторое время в нём появились тоны. После начала активного заимствования слов из китайского языка во вьетнамском появились новые фонемы — /ʂ/ и /ʈ/.

## Диалекты

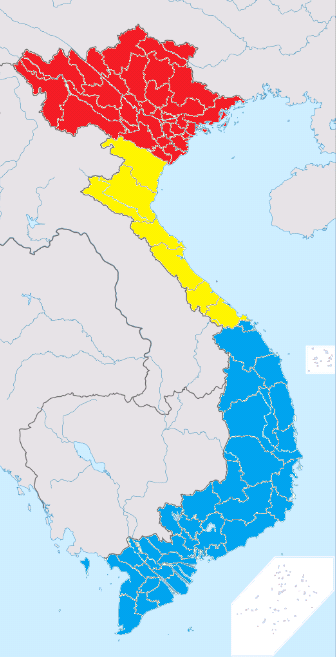
Карта распространения трёх основных диалектных регионов вьетнамского языка во Вьетнаме.
северные
центральные
южные

Выделяются три основные диалектные области, членящиеся на многочисленные диалекты и говоры:
- северные (центр — г. Ханой),
- центральные (г. Хюэ)
- южные (г. Хошимин).

В центральных диалектах сохранились более архаичные черты. Диалектные различия затрагивают в основном фонетику и лексику.

### Литературный язык
До конца XIX века вьетнамский язык использовался как язык бытового общения и художественной литературы (официальным письменно-литературным языком во Вьетнаме был классический китайский). Начало становления литературного вьетнамского языка относится к концу XVII века. Формирование современного литературного вьетнамского языка ускорила французская колонизация Вьетнама (вторая половина XIX века), поскольку французы способствовали развитию вьетнамского языка с целью ослабления позиций китайского языка и культуры. В основе современного литературного вьетнамского языка лежит ханойский говор северного диалекта. Письменная форма литературного языка опирается на звуковой состав центрального диалекта и систему тонов северного диалекта.

## Письменность

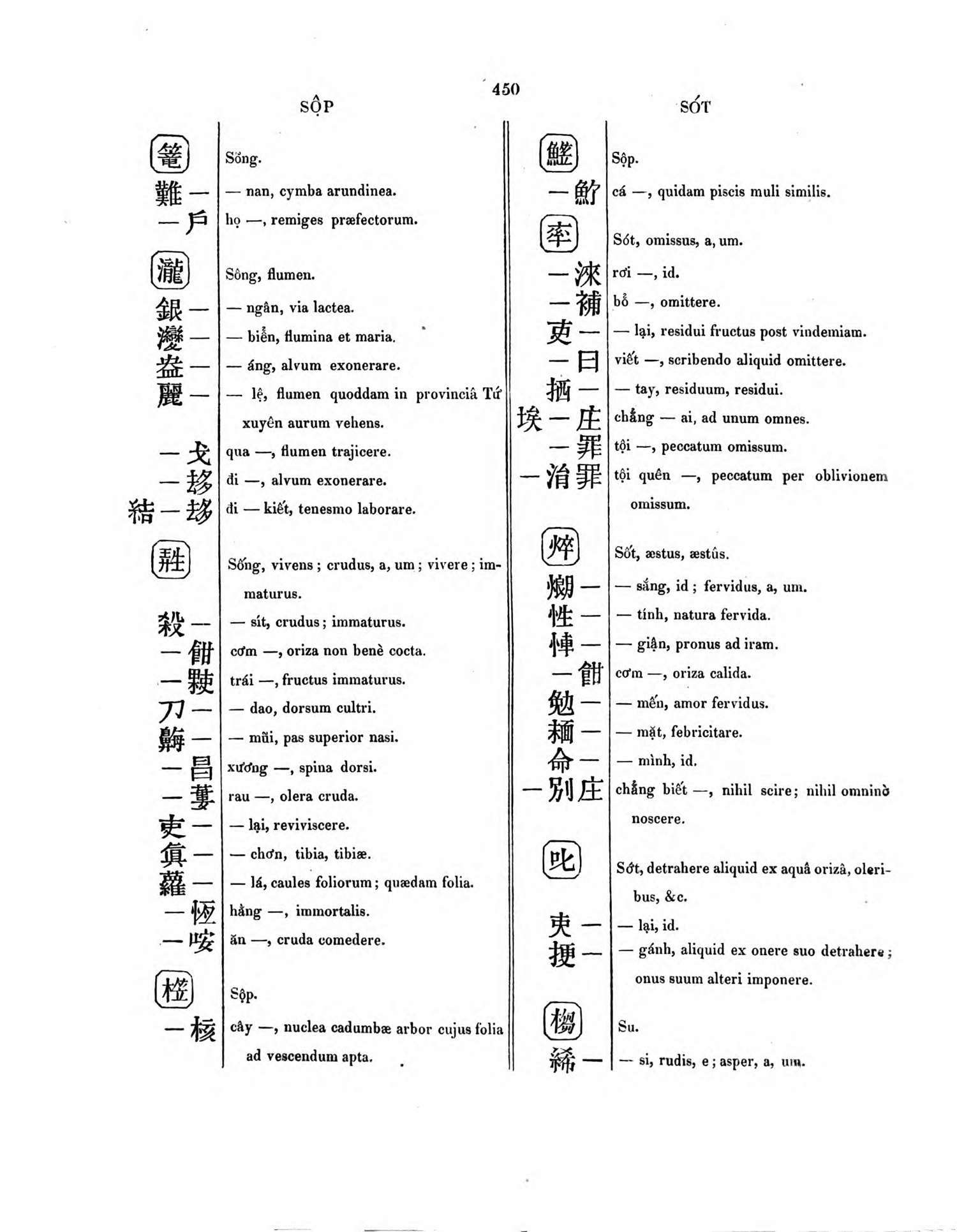
Вьетнамский словарь на тьы-номе и латинице

К XIII—XIV векам на основе китайского письма сложилась вьетнамская иероглифическая письменность «тьы-ном» (вьет. chữ nôm, тьы-ном 字喃, букв. «народное письмо»), использовавшаяся до начала XX века, но широкого распространения не получившая и никогда не имевшая официального статуса. К выдающимся литературным памятникам, написанным на тьы-номе, относятся «Жалобы солдатки» поэтессы Доан Тхи Дьем (1705—48), «Жалобы королевской наложницы» поэтессы Нгуен Зя Тхьеу (1741—98), поэма Нгуена Зу (1765—1820) «Стенания истерзанной души» и другие.
Современная вьетнамская письменность «тьы куок нгы» (вьет. chữ quốc ngữ, тьы-ном 字國語, букв. «национальное письмо») на латинской графической основе была создана европейским католическим миссионером Александром де Родом в XVII веке и официально введена в обиход в 1910 году. В ней для обозначения тонов используются диакритические знаки и каждый слог отделяется пробелом.
Нгуен Чыонг То отправлял ко двору предложения создать основанный на иероглифах алфавит, который бы мог использоваться для записи вьетнамских слов, однако колониальное французское правительство старалось уничтожить всё китайское влияние на Вьетнам, поэтому предложение не было принято.
Куокнгы не отражает изменения, произошедшие с языком за последние двести лет. В частности, хотя произношение рифм в ханойском диалекте с тех пор почти не изменилось, многие инициали теперь читаются иначе, поэтому слоги, записываемые как gia, za и ra, читаются в этом диалекте одинаково.

## Лингвистические черты

### Фонология
|             | передние | средние | задние |
| верхние     | i        | ɨ       | u      |
| ср.-верхние | e        | ə əː    | o      |
| ср.-нижние  | ɛ        | ə əː    | ɔ      |
| нижние      |          | a aː    |        |

Количество слогов во вьетнамском языке строго фиксировано и составляет около 2500 (без тонов; число различается по диалектам)[уточнить]. Общее количество фонем также зависит от диалекта и метода вычленения фонем (например, в ханойском — от 32 до 35).
В ханойском диалекте вокализм представлен 11 монофтонгами, 19 дифтонгами и 4 трифтонгами). Три центральных дифтонга обычно считаются отдельными фонемами, а остальные — сочетанием полугласных j и w с гласными. Две пары гласных (/a/ и /ɜ̆/) различаются только по долготе-краткости.
Консонантизм включает 19 начальных согласных и 10 терминалей. Терминальные смычные согласные имплозивны, то есть не завершаются взрывом, что типично для многих языков ареала Юго-Восточной Азии. Наибольшее количество позиций в слоге — четыре («согласный + полугласный + гласный + согласный»), наименьшее — две («согласный + гласный», если орфографически слог начинается с гласного, его на самом деле начинает гортанная смычка). Количество тонов колеблется по разным говорам от 4 до 6, сандхи тонов отсутствует. Слоги, оканчивающиеся на глухой смычный, реализуются только с двумя тонами.
Вьетнамский язык является изолирующим слоговым и тональным языком. Среди вьетских языков выделяется завершившимся процессом моносиллабизации (сокращением до одного слога исторически многосложных слов, отсутствием начальных стечений согласных) и тенденцией к полисиллабизации (к образованию многосложных лексических единиц), бо́льшим количеством тонов, меньшим инвентарём терминалей.

### Морфология
Вьетнамский язык характеризуется отсутствием словоизменения и наличием аналитических форм. 
Знаменательные части речи делятся на имена и предикативы, включающие глаголы и прилагательные. Классификаторы обычно рассматриваются как подразряд имён. Именные и глагольные грамматические категории выражаются с помощью служебных слов. В качестве личных местоимений часто используются термины родства. Имеются предлоги, послелоги отсутствуют.

### Словообразование
Основной способ словообразования во вьетнамском языке — корнесложение; используются также редупликация, аффиксы китайского происхождения. Особенность вьетнамского языка — односложность компонентов, участвующих в словосложении.

### Синтаксис
Порядок слов в простом предложении — «подлежащее + сказуемое + дополнение». Определение обычно следует за определяемым, классификаторы занимают позицию между числительным и существительным.

### Лексика
Словарный состав вьетнамского языка, помимо исконной австроазиатской лексики, включает значительное число заимствований из китайского языка — около 60 %, относящихся к разным историческим периодам; есть также заимствования из тайских языков.

### Словари
- Chu Bích Thu [e. a.] Từ điển tiếng Việt phổ thông / Viện ngôn ngữ học. TP. Hồ Chí Minh, 2002.
- Từ điển tiếng Việt / Ed. Hoàng Phê. 3d ed. Hà Nội, 1994.

### Вьетнамско-русские словари
- Глебова И. И. и др. Вьетнамско-русский словарь. / Под ред. И. М. Ошанина и Ву Данг Ата. М., ГИС. 1961. 616 с. 40000 экз.
- Аликанов К. М., Иванов В. В., Мальханова И. А. Русско-вьетнамский словарь. Т. 1-2. М., 1977.
- Алешина И. Е. Русско-вьетнамский учебный словарь. 5000 слов. М., Рус. яз. 1988. 502 с.
- Глебова И. И., Соколов А. А. Вьетнамско-русский словарь. Около 60000 слов. М., Рус. яз. 1992. 792 с. 10500 экз.
- Большой вьетнамско-русский словарь. В 4 т. Около 100000 слов и выражений. / Отв. ред. Н. В. Солнцева, Ву Лок и др. М., Вост. лит. 2006. Т.1. 2006. 781 с.

### Русско-вьетнамские словари
- Русско-вьетнамский словарь по пищевой промышленности: Ок. 15000 терминов. / Под ред. А. И. Сорокина и др. М., Рус. яз. 1984. 254 с.
- Фам Ван Лонг. Русско-вьетнамский словарь по иммунологии: Ок. 3000 терминов. М., Рус. яз. 1984. 85 с.
- Русско-вьетнамский словарь биологических названий. Ок. 15000 названий. М.-Ханой. 1985. 332 с.
- Русско-вьетнамский словарь по естественно-научным дисциплинам. Ок. 11000 терминов. / Сост. Н. С. Кузнецов и др. М.-Ханой, Рус. яз. 1986. 210 с.
- Русско-вьетнамский словарь по цитологии, гистологии и эмбриологии: Ок. 9000 терминов. / Под ред. Л. В. Григорьевой, Дуан Суан Мыоу. М.-Ханой, Рус. яз.-Медицина. 1986. 244 с.
- Русско-вьетнамский строительный словарь: Ок. 37000 терминов. / Под ред. Т. Н. Цая, Фам Кинь Кыонга. М.-Ханой, 1989. 632 с.
- Русско-вьетнамский спортивный словарь: Около 28000 терминов. / Под ред. С. М. Вайцеховского. М.-Ханой, Рус. яз. 1990. 607 с.
- Погорелова М. В., Чыонг Тхи Фыонг Тхань. Словарь русских лакун на фоне вьетнамского языка. Воронеж, 2007. 154 с.
- Сюннерберг М. А. Русско-вьетнамский тематический словарь. М., Гуманитарий. 2007. 500 с.
- Баринова Е. В., Нгуен Ван Тхак. Русско-вьетнамский словарь музыкальных терминов. М., ИЯ РАН. 2008. 204 с.